# 本尼特斯普林斯 (內華達州)
本尼特斯普林斯（英語：Bennett Springs）是位於美國內華達州林肯縣的普查規定居民點。

## 人口
根據2020年美國人口普查的數據，本尼特斯普林斯的面積為8.77平方千米，皆為陸地。當地共有人口158人，而人口密度為每平方千米18.02人。